# Cis insulicola
Cis insulicola là một loài bọ cánh cứng trong họ Ciidae. Loài này được Dalla Torre miêu tả khoa học năm 1911.